# أماندا هارست
أماندا هارست (بالإنجليزية: Amanda Hearst)‏ هي نجمة اجتماعية وعارضة أمريكية، ولدت في 5 يناير 1984 في نيويورك في الولايات المتحدة.

## وصلات خارجية
- أماندا هارست على موقع IMDb (الإنجليزية)
- أماندا هارست على موقع قاعدة بيانات الفيلم (الإنجليزية)
- أماندا هارست على موقع دليل عارضات الأزياء (الإنجليزية)